# Avon (Alabama)
Avon è un comune degli Stati Uniti d'America situato nella contea di Houston dello Stato dell'Alabama.